# Barbarići Kravarski
Barbarići Kravarski falu Horvátországban Zágráb megyében. Közigazgatásilag Kravarskóhoz tartozik.

## Fekvése
Zágráb központjától 25 km-re délkeletre, községközpontjától 4 km-re északkeletre a Vukomerići dombok között fekszik.

## Története
1773-ban az első katonai felmérés térképén „Dorf Barbarich” néven tűnik fel. A falunak 1857-ben 96, 1910-ben 132 lakosa volt. Trianon előtt Zágráb vármegye Nagygoricai járásához tartozott. 2001-ben a falunak 181 lakosa volt.

## Lakosság
| Lakosság változása | Lakosság változása | Lakosság változása | Lakosság változása | Lakosság változása | Lakosság változása | Lakosság változása | Lakosság változása | Lakosság változása | Lakosság változása | Lakosság változása | Lakosság változása | Lakosság változása | Lakosság változása | Lakosság változása |
| ------------------ | ------------------ | ------------------ | ------------------ | ------------------ | ------------------ | ------------------ | ------------------ | ------------------ | ------------------ | ------------------ | ------------------ | ------------------ | ------------------ | ------------------ |
| 1857               | 1869               | 1880               | 1890               | 1900               | 1910               | 1921               | 1931               | 1948               | 1953               | 1961               | 1971               | 1981               | 1991               | 2001               |
| 96                 | 102                | 84                 | 103                | 141                | 132                | 131                | 138                | 151                | 148                | 149                | 142                | 135                | 123                | 181                |